# Rick Porcello

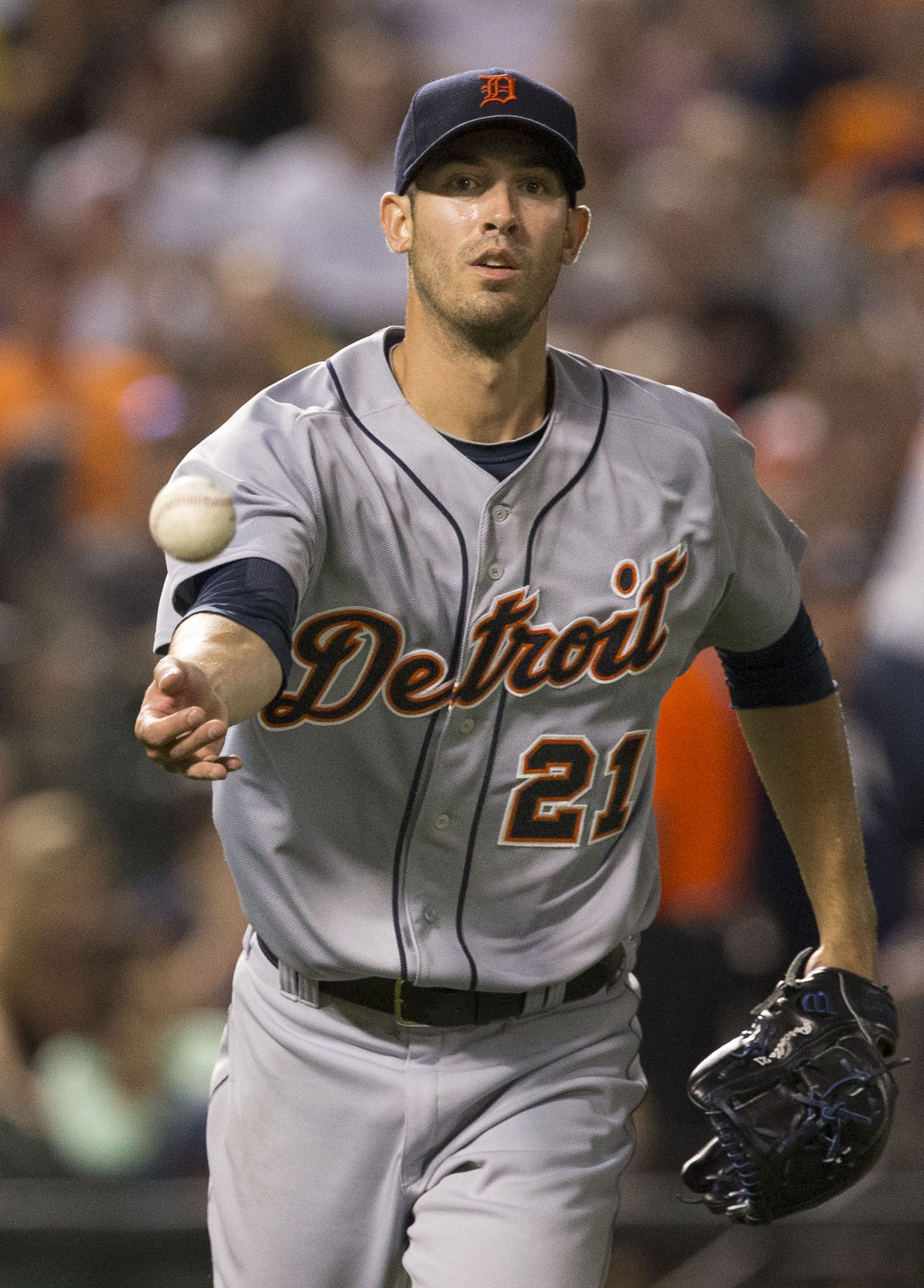
Rick Porcello, 2014.

Frederick Alfred "Rick" Porcello, född 27 december 1988 i Morristown i New Jersey, är en amerikansk professionell basebollspelare som spelar som pitcher för New York Mets i Major League Baseball (MLB). Han har tidigare spelat för Detroit Tigers och Boston Red Sox.
Han draftades av Detroit Tigers i 2007 års MLB-draft.
Porcello har vunnit World Series med Boston Red Sox för säsongen 2018. Han har också vunnit en Cy Young Award för 2016 års säsong.